# Jeanine Creek
Jeanine Creek (Estados Unidos) é uma ex-ginasta estadunidense, que competiu em provas de ginástica artística.
Creek fez parte da equipe estadunidense que disputou os Jogos Pan-americanos de San Juan, em Porto Rico. Neles, foi membro da seleção que, pela primeira vez na história dos Pans, não subiu ao pódio. Individualmente, destacou-se como ginasta norte-americana ao conquistar a medalha de prata no concurso geral, entre duas canadenses, vitoriosas nesta edição, e a medalha de ouro no solo, ao superar a compatriota Heidi Anderson.